# マンボウ
マンボウは、フグ目マンボウ科マンボウ属に分類される魚類。
日本では地方名で、ウオノタユウ（瀬戸内海）、ウキ、ウキギ、ウキキ（浮木）、バンガ（以上は東北地方）、マンザイラク（神奈川県）、マンボウザメなどとも呼ばれる。
漢字文化圏では「翻車魚」「曼波魚」と表記される。 
マンボウ属の魚は、2017年の時点で「マンボウ」、「ウシマンボウ」、「カクレマンボウ」の3種に分類される。このうち、日本近海で見られるのはマンボウとウシマンボウである。一方、名前の似る「アカマンボウ」は、フグ目ではなくアカマンボウ目の魚で、マンボウ属の近縁種ではない。また、形態の似る「ヤリマンボウ」は、マンボウ科ではあるが別属のヤリマンボウ属に分類される。

## 概要
後述の通りマンボウの分類は2010年以降急激に変化しており、下記のみならず参考文献においても、マンボウ(Mola mola)についての記述とされるものにウシマンボウやカクレマンボウのものが含まれる可能性がある。

### 形態
最大で全長333センチメートル、体重2.3トン。現在生息している世界最大級の硬骨魚のひとつである。ただし、後述のとおり、大型の個体はウシマンボウである可能性がある。ギネス世界記録で、かつては「世界で最も重い硬骨魚はマンボウ」と記載されていたが、2017年、千葉県鴨川市沖で1996年に捕獲されたウシマンボウの個体（2.72メートル、2.3トン）に変更されている。
体は側面から見ると円盤型、正面から見ると紡錘形をしている。背びれと尻びれは長く発達し、体の後部から上下に突き出しているが、多くの魚が持つ尾びれと腹びれは持たない。体の後端にある尾びれのような部分は、背びれと尻びれの一部が変形したもので、舵びれあるいは橋尾とも呼ばれる。泳ぐときは背びれと尻びれの動きを同調させて羽ばたくように対称に動かすことで推進力を生み、舵びれ（橋尾）で舵をとる。
フグ目に属し、同目に特徴的な丸い目、小さな口、鳥の嘴のような板状の歯、小さな穴状のエラ穴を持つ。腹びれと肋骨を持たないのも同目の特徴である。
皮膚は厚く粘液で覆われる。。

### 生態

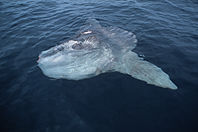
水面下に体を横たえるマンボウ

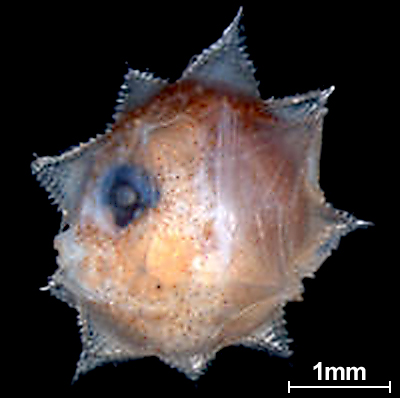
マンボウの稚魚。体に多数のとげを持ついわゆる「金平糖」。

岸辺や近海に生息するフグが外洋に進出して適応進化したものであり、全世界の熱帯・温帯の海に広く分布する。外洋の表層で浮遊生活をしていると考えられてきたが、研究により生息の場は深海にまで及んでおり、海上で見せる姿は生態の一部にすぎないことがわかってきた。発信機をつけた追跡調査で、生息水深を一定させず、表層から水深800メートル程度までの間を往復していることが明らかにされている。25%程度の時間を表層で過ごす個体がいる一方、別の個体は水深200メートル以深の深海にいる時間が長かった。水温の変化に影響を受けている可能性が考えられているが、外洋に生息する魚だけに生態はまだ謎が多く、詳しい調査が待たれる。
クラゲや動物プランクトンを食べるということは知られており、胃内容物からは深海性のイカやエビ、イワシ、カニ、ホタテなどの残骸も発見されている。これまで海中を受動的に漂っているだけと考えられることが多かったが、餌を捕食するには、ある程度の遊泳力が必要となる。音響遠隔測定による調査で、黒潮に逆らって移動し得るだけの遊泳力を持つことが示されている。
時折海面にからだを横たえた姿が観察されることがあり、丸い体が浮かんでいる様が太陽のようであることから sunfish という英名がついた。この行動は、小型の魚やカモメなどの海鳥に寄生虫を取ってもらうため、深海に潜ることによって冷えた体を暖めるためといった目的ではないかと考えられている。マンボウは勢いをつけて海面からジャンプすることもあり、これも寄生虫を振り落とすためである可能性がある。
繁殖・産卵様式は定かでない（後述する通り、3億の卵を産むという情報があるが肯定されていない）が、卵巣内に様々な成熟段階の卵細胞があるため、複数回産卵すると考えられている。
成長時の変態はやや変則で、通常変態する魚類は仔魚時に「成魚より祖先型に似た姿（再演性変態）」か「祖先型と全く関係なく成魚にも似ていない（後発性変態）」のどちらかだが、マンボウは仔魚当時はフグの仔魚に似ていて正常な尾びれもあるが、一旦ハコフグのような硬い甲が発達し、さらに甲の退化に先立ちフグとも成魚とも違う長い棘を持つ形態（「金平糖のような姿」やハリセンボンのような形態と言われる）になり浮遊生活を送り、やがて棘が退化してこの際尾びれも退化し、最終的に成体の姿になるなど2つの変態を合わせたような変化をする。この棘が長く鋭い時期を「モラカンサス（モラカンサス幼生）」という。近縁のクサビフグも似たような変態をするが、こちらは甲と棘が同時期に発達し退化するなどの差異がある。
また、全長40センチメートル程度の若い個体が群れを作ることも報告されている。

### 人間との関わり
刺し網・流し網・トロール漁などによる混獲により生息数が減少している。特にアイルランドやポルトガルでは網にかかる個体の減少が著しい。
ヨーロッパ（大西洋中東部・地中海北東部・黒海）個体群、地中海個体群
DATA DEFICIENT (IUCN Red List Ver. 3.1 (2001))

メキシコ湾個体群
LEAST CONCERN (IUCN Red List Ver. 3.1 (2001))

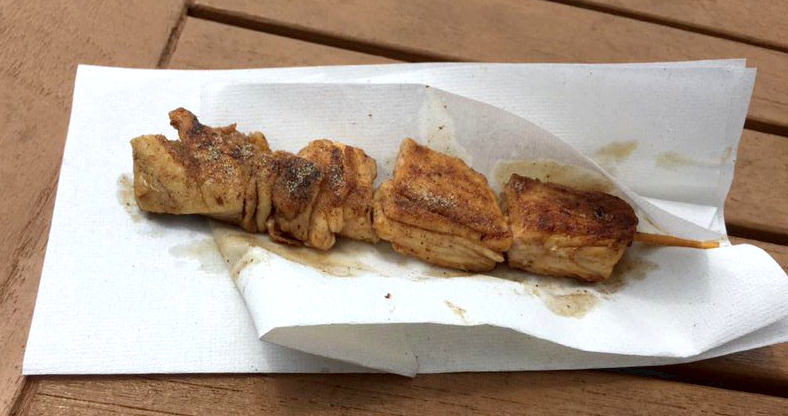
道の駅紀伊長島マンボウで販売されているマンボウの串焼き

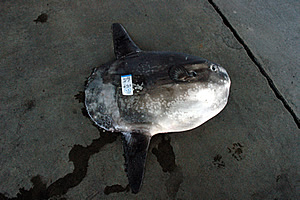
水揚げされたマンボウ。このマンボウは生存していたのでリリースされた。

商業的に食用とされることは少ない。一方でアジア、特に日本の一部と台湾で食用とされる。日本では主に定置網で混獲され、専門的に狙う漁師は少ない。
美味とされるが鮮度が落ちやすく、冷蔵冷凍技術の普及以前は市場流通は限られていた。鮮度が落ちると特有臭を放ち、水っぽくなる。
現在は全国的に不定期入荷しているが、特に宮城県から千葉県にかけてと東伊豆、三重県紀北町や尾鷲市などは比較的流通が多い。紀北町には道の駅があり、フライ定食を提供している。
肉は白身で非常に柔らかく（このため「水っぽくておいしくない」ともされる）、調理法は刺身や湯引きして肝臓（キモ）と和えて、あるいはから揚げ、天ぷらなどで利用される。味はあっさりとしており、食感は鶏肉のささみに似ている。
腸はマン腸またはクジラと同様に百尋と呼ばれる。紀北町ではコワタと呼ばれる。食感はミノに似て、他の部位より日持ちすることもあり、流通量が多い。
皮や目も食用となり、一例に厚い皮膚をうどんのように細切りにして茹でて食べるという珍味があるが、ほとんど流通していない。
台湾では、5月頃に海流に乗って東海岸に現れるため、定置網で捕り、食用にすることが盛んである。台湾のほとんどの水揚げが集中する花蓮市では日本語からの借用語で曼波魚（中国語 マンボーユー、台湾語 マンボーヒー）と呼び、5月に「花蓮曼波季」という食のイベントを行い、観光客に紹介している。この時期は台北の高級店でも料理を出す例がある。肉、軟骨、皮などをセロリなどの野菜と炒めたり、フライやスープにしたり、腸を「龍腸」と称して炒め物にしたりすることが多い。
「マンダイ」として切り身などが販売されるアカマンボウは、外観が似ているだけで別の魚である。

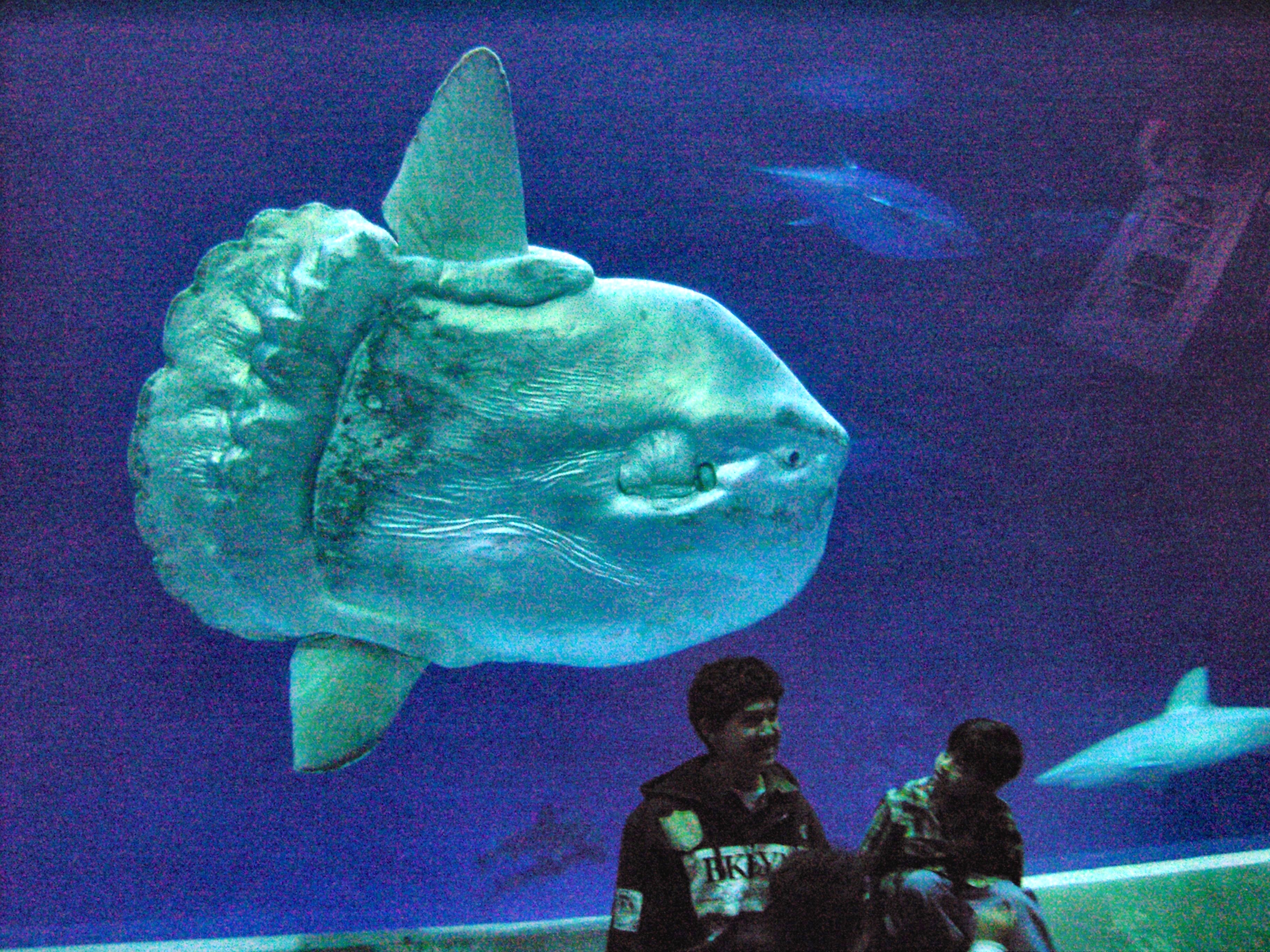
モントレー湾水族館

大きな体に愛嬌のある風貌で、水中を悠然とただよう姿はスクーバダイビングなどで人気が高い。水族館での飼育は一般的に困難であるが、日本では海遊館、大洗水族館、鴨川シーワールド、サンシャイン水族館、名古屋港水族館などいくつかの水族館で飼育展示が行われている。飼育が難しい主な理由は巨体がゆえに、水槽の壁に体をぶつけてしまうため、大きな水槽が必要なことなどがあげられる。餌は、水面に顔を出したときにエビのミンチなどを直接口に入れてやる方式がよい結果を残しており、さらに水槽内にビニールやネットの壁をめぐらせてマンボウを守るなどの対策が取られるようになった。ただし、飼育に適した小型の個体は手で触るだけで手の跡がそのまま付くほど皮膚が弱く、飼育が難しい事は変わらない。また飼育下で大きく成長した個体は施設に限界があるため、標識をつけて大洋に再び放される事が多い。国内での飼育記録としてはマリンピア松島水族館で飼育されていた「ユーユー」が1379日の記録を残している。

## マンボウ属の分類史
マンボウ属にはかつて33種類のマンボウが報告されていたが、1951年に分類の見直しにより「マンボウ(Mola mola)」と「ゴウシュウマンボウ(Mola ramsayi)」の2種類まで絞られ、日本近海にいるのは「マンボウ」のみとされていた。
2009年、日本近海の標本も多く含めた世界中のマンボウ属の標本122頭のミトコンドリアDNAのD-loop領域の分子系統解析から、マンボウ属は少なくとも3種（group A/B/C）に分かれるという解析結果が得られた。
日本近海ではgroup AとB（Mola sp. AとB）が見られ、group Bの形態がMola molaと一致するとされた。これら分子系統解析の結果と用いられた標本の形態比較が並行して行われておらず、各グループの学名は特定できず更なる研究・比較検討が必要とされていたものの、2010年にM. sp. Bの標準和名を「マンボウ」とすることが提唱された。その後、B種（マンボウ）の未確定だった学名は2017年末にMola molaに確定されている。
group Aも2010年よりウシマンボウという和名がつけられたが、これは従来日本にいないとされていたMola ramsayi（ゴウシュウマンボウ）と考えられていた。2017年にゴウシュウマンボウと同種であると確認したうえで、和名はウシマンボウで、学名は別のシノニムMola alexandriniを正式な学名として確定されている。
南半球にのみ見られるgroup Cは、2017年に新種「カクレマンボウ(Mola tecta)」として記載された。

## 最弱ミームと反論
マンボウは異常に死にやすい生物であるというインターネット・ミームがあり、「ジャンプの着水の衝撃で死ぬ」「朝日が強すぎて死亡」「近くにいた仲間が死亡したショックで死亡」などの噂が広まっている。マンボウ研究者の澤井悦郎は、これは2010年5月19日に日本語版Wikipediaの「マンボウ」の記事に投稿された「マンボウはこの時、着水の衝撃で死に至る事がある。」という記述が発端だとする。この記述は、2013年に除去されるまで記載されており、これを元にネット掲示板やまとめサイトで面白おかしく取り上げられ、大喜利化が加速していったという。 
実際はジャンプする様子が目撃されているが、死んだという記録はなく、理由も含めて詳しい研究はされていない。マンボウが寄生虫を振り落とすためといわれているが真偽は確認されていない。
また最弱を印象づける「メスが一度に産む卵の数は3億個に達する」という話についても、「卵巣に約3億の未成熟卵を持つ」という1921年に発表された論文の記述が誤って伝えられたとの指摘がある。実際は一度に生むわけではないと考えられ、そもそも元論文が3億と推定した根拠自体も定かでない。加えて、生き残る個体数が2匹または1匹という話もあるが情報源自体がわかっていない。すなわち産卵数も生き残る数も確かな知見がない。
2009年千葉県鴨川で採取された個体から「3850万個と小さな未成熟卵が多数」、また2012年には「島根県産のマンボウで重量法によって8000万個」がそれぞれ計測されている。

## 疫病除け満方
黒一色で刷られたマンボウに「疫病除ケ」「満方」「一丈五尺四方」の文字が添えられた版画。和歌山市立博物館が所蔵するもので、江戸時代後期に作られたものと見られている。2020年からコロナ禍と関連付けて話題になっている。

## マンボウにちなんだ命名など
人物
- 北杜夫 - 芥川賞作家、精神科医。愛称をマンボウに肖って「どくとるマンボウ」とした。
- 北川昌弘 - アイドル研究家。通称「マンボウ北川」。
- 寺門仁美 - 女優、声優。1st DVD、写真集のタイトルが『まんぼう。』。
- 井上喜久子 - 声優。マンボウを題材にして活動。
- マンボウやしろ - ピンのお笑いタレント。2012年1月改名。元カリカ。

その他
- 三重県紀北町 - マンボウが町の魚[13]。道の駅紀伊長島マンボウがある[13]。
- スペースマンボウ - マンボウ型宇宙船が登場するコンピュータゲーム。
- TVおじゃマンボウ - かつて日本テレビで放送していた番組。
- 海上保安庁の自航式ブイ「マンボウ」、自航式無人測量艇「マンボウII」
- 駅前橋上市場サン・フィッシュ釜石 - 岩手県釜石市にあるマンボウの英語名にちなんだ名称の市場。
- マンボー - 漫画喫茶チェーン。マンボウのマスコットキャラクターを展開。
- まんぼうトンネル - 甲子園口駅西方にある、JR東海道本線をくぐり、腰を曲げて歩く必要性がある歩行者用狭小トンネル（北緯34度44分20.5秒 東経135度22分17.7秒 / 北緯34.739028度 東経135.371583度）。